# 上杉禪秀
上杉禪秀（？—1417年1月27日，うえすぎ ぜんしゅう） / 上杉氏憲（うえすぎ うじのり）是室町時代前期的武將、守護大名。關東管領。禪秀是出家名。

## 生涯
應永16年（1409年），父・上杉朝宗隠居後繼承犬懸上杉家的家督。擊退奧州伊達政宗的侵攻，獲得功績。應永18年（1411年），在山內上杉家的上杉憲定之後繼任關東管領，補佐鎌倉公方足利持氏。但是持氏排斥氏憲，意圖重用其對立者憲定之子上杉憲基。
應永22年（1415年），以氏憲（禪秀）的家臣不出仕為由沒收所領，禪秀辭去關東管領以示抗議，持氏任命憲基繼任。不滿的禪秀和持氏叔父足利滿隆、養嗣子持氏之弟足利持仲等人共謀舉兵，襲擊持氏的居館，將持氏・憲基流放駿河・越後，壓制鎌倉。
室町幕府4代將軍足利義持支援持氏，以上杉房方（憲基伯父）、今川範政為中心的幕府軍出兵討伐氏憲（禪秀）。應永24年（1417年），今川軍攻入相模，同年1月10日（1月27日），禪秀和滿隆、持仲等人在鶴岡八幡宮的雪之下之坊自害（即上杉禪秀之亂）。以降，犬懸上杉家由盛轉衰。

## 關連項目
- 上總本一揆
- 小栗判官